# Giulio Cesare Luini

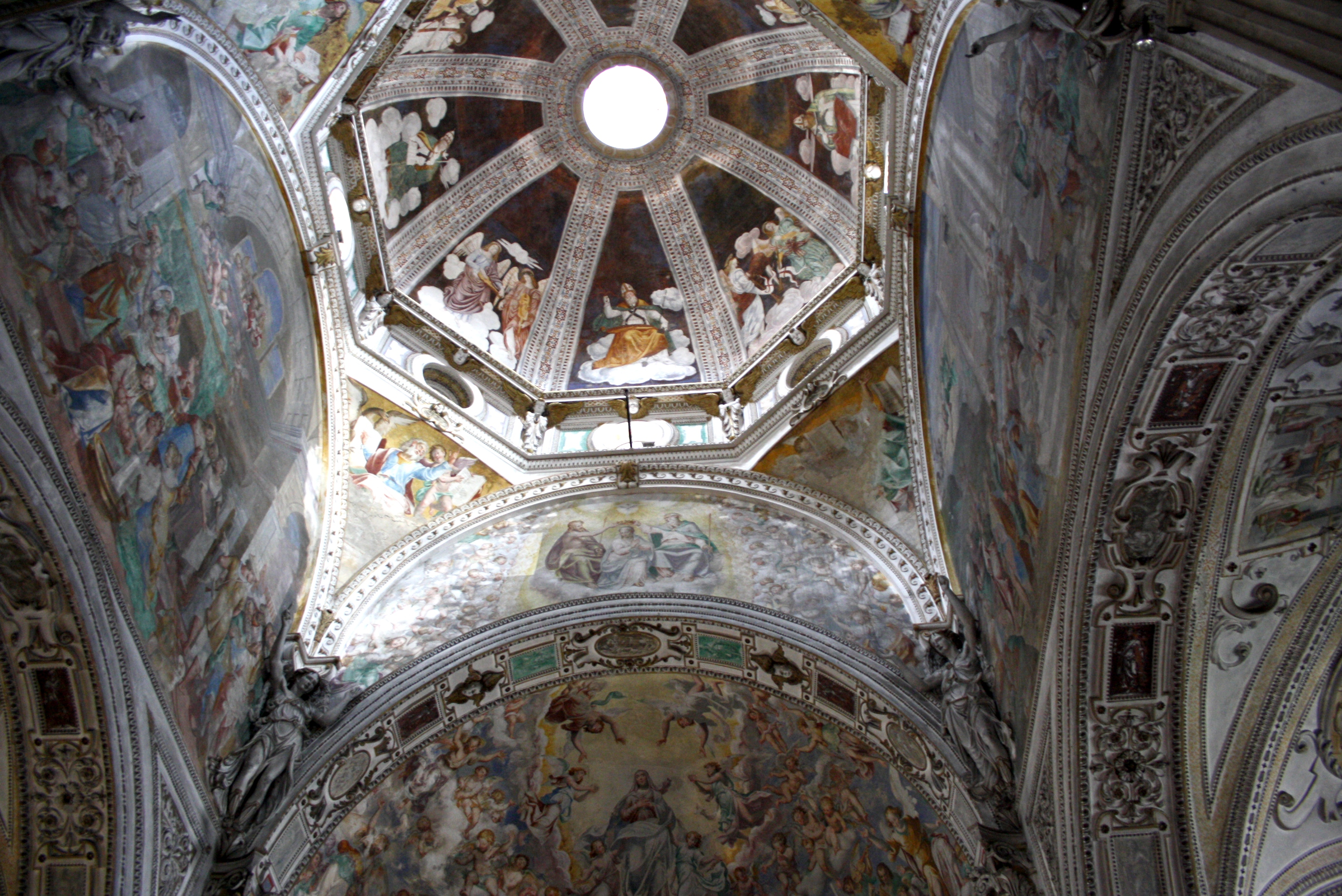
Gli affreschi della cupola della chiesa di Madonna di Campagna a Pallanza, attribuiti a Giulio Cesare Luini.

Giulio Cesare Luini (Varallo, 1512 – dopo il 1563) è stato un pittore italiano.

## Attività
Uno tra i maggiori artisti che contribuirono alla realizzazione del Sacro Monte di Varallo, dipinse anche affreschi nella Cappella della Madonna di Loreto e nella Chiesa di San Marco.
Da alcuni critici è considerato un allievo di Gaudenzio Ferrari, più probabilmente fu un suo studioso ed imitatore.